# ماتیلد یوانسون
ماتیلد یوانسون (فرانسوی: Mathilde Johansson‎؛ زاده ۲۸ آوریل ۱۹۸۵) یک تنیس‌باز اهل فرانسه است.

## حرفه کاری

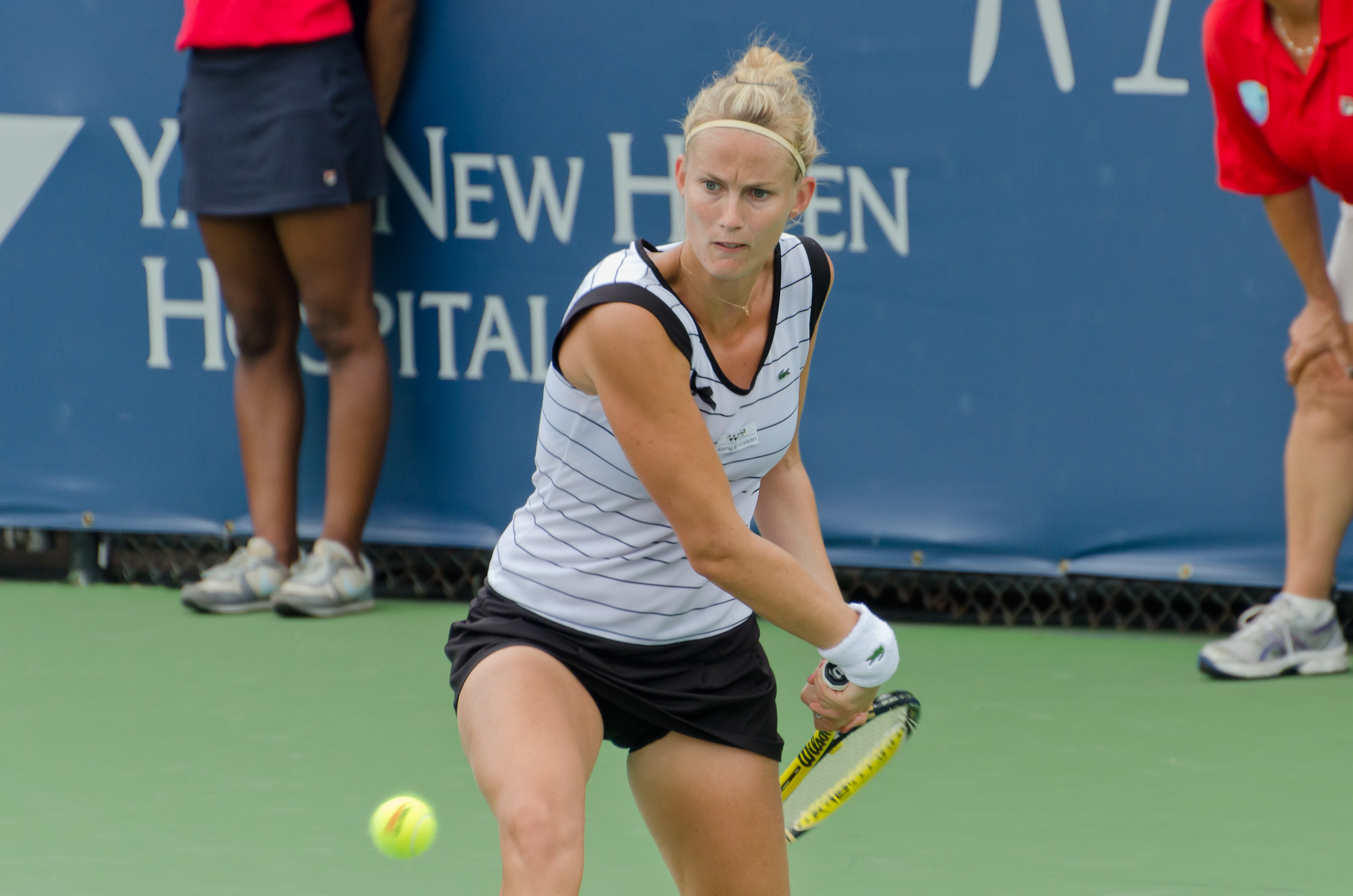
ماتیلدا یوانسون در مسابقات مقدماتی New Haven Open سال ۲۰۱۱

او اولین بازی خود را در تور WTA در مسابقات آزاد فرانسه در سال ۲۰۰۵ انجام داد، و در دور اول به نفر ششم اسوتلانا کوزنتسووا شکست خورد. در سال ۲۰۰۶، او به دور دوم رسید و در ست‌های مستقیم به ماریا کیریلنکو، جوان روسی شکست خورد.
در سال ۲۰۰۹، او دو بار به یک چهارم نهایی رسید. در آکاپولکو و در بوگوتا (جایی که او به شماره ۶ رسید).
در سال ۲۰۱۱، یوانسون به اولین فینال تور WTA خود در بوگوتا رسید و در سه ست مغلوب لوردس دومینگز لین شد.
در آوریل ۲۰۱۲، به عنوان یک بازنده خوش شانس، به نیمه نهایی جایزه بزرگ در فس (مراکش) رسید و در نهایت به لورا پوس تیو سقوط کرد. بعداً در ماه مه، در مسابقات آزاد فرانسه، او برای اولین بار به دور سوم یک تورنمنت بزرگ رسید که به اسلون استفنز سقوط کرد. در جولای، یوانسون در سه ست با شکست مقابل پولونا هرکوگ به فینال مسابقات آزاد سوئد رسید.
برای یکی از آخرین تورنمنت‌هایش در این فصل، او به یک چهارم نهایی در گوانگژو رسید، جایی که در ست‌های مستقیم توسط هسیه سیو-وی شکست خورد. در مجموع در سال ۲۰۱۲، ده بار در دور اول سقوط کرد.
در سال ۲۰۱۶، یوانسون تصمیم گرفت پس از مسابقات مقدماتی انفرادی اوپن فرانسه که در دور دوم توسط ایوانا یوروویچ شکست خورد، بازنشسته شود.